# Jannick Nytoft
Jannick Nytoft (født 31. juli 1972 i Brande) ) var indtil september 2022 direktør for erhvervsorganisationen HORESTA, der repræsenterer ca. 2.000 virksomheder i hotel-, restaurant- og turisterhvervet. Jannick Nytoft tiltrådte stillingen den 1. januar 2022.
Han er uddannet cand.scient.pol. fra Københavns Universitet og har siden taget en journalistisk uddannelse. Jannick Nytoft er forhenværende adm. direktør i EjendomDanmark. og tidligere har han været adm. direktør i DVCA - Danish Venture Capital and Private Equity Association – brancheorganisationen for venture- og kapitalfonde samt business angels i Danmark. Hans CV tæller også stillinger som politisk chef i PenSam, kommunikationschef i DI – Plastindustrien samt partner i en konsulentvirksomhed.

## Politisk karriere
Politik har spillet en vigtig rolle i Jannick Nytofts liv, og han var i de formative år aktiv i Venstres Ungdom..
Som 21-årig opnåede han i 1997 valg til Albertslund Kommunalbestyrelse. Han tjente som viceborgmester for Venstre i kommunen fra 2001 til 2006, hvor han forlod embedet til fordel for en karriere i det private erhvervsliv.

## Det private erhvervsliv
I 2009 blev Jannick Nytoft adm. direktør i DVCA. Blandt andet var han en del af kampen imod den såkaldte iværksætterskat, som blev indført i forbindelse med skattereformen i 2009 under stor protest fra investorerne, men siden igen for størstedelens vedkommende afskaffet under Regeringerne Helle Thorning-Schmidt I & II (2011-2015).
I anledning af Jannick Nytofts jobskifte til Ejendomsforeningen Danmark i 2017 udtrykte Ole Steen Andersen, bestyrelsesformand i DVCA, en ”meget stor anerkendelse” til Jannick Nytoft for udviklingen af DVCA til en brancheforening man lytter til både politisk og i medierne.